# Klaus Scheurell
Klaus Scheurell dr. (Wusterhausen, 1941. augusztus 23. – 2016. augusztus 12.) német nemzetközi labdarúgó-játékvezető. Polgári foglalkozása vegyészmérnök.

## Pályafutása

### Nemzeti játékvezetés
A Német Demokratikus Köztársaságban (NDK) 1971-ben szerezte meg a játékvezetői vizsgát, 1974-ben lett hazája legfelső szintű labdarúgó-bajnokságának játékvezetője. 
Az aktív játékvezetéstől 1991-ben vonult vissza. Első ligás mérkőzéseinek száma: 223.

#### Nemzeti kupamérkőzések
Vezetett kupadöntők száma: 2.

##### NDK Kupa
Az NDK történetében az ő nevéhez kötődik az utolsó, az 1991-es kupadöntő koordinálása.
| Időpont         | Helyszín                                        | Mérkőzés típusa           | Mérkőzés                                   | Eredmény | Nézők száma |
| --------------- | ----------------------------------------------- | ------------------------- | ------------------------------------------ | -------- | ----------- |
| 1977. május 28. | Weltjugend Stadion, Berlin                      | döntő                     | SG Dynamo Dresden–1. FC Lokomotive Leipzig | 3 : 2    | 50 000      |
| 1991. június 2. | Friedrich-Ludwig-Jahn-Sportpark Stadion, Berlin | előselejtező (4. csoport) | FC Hansa Rostock–FC Stahl Eisenhüttenstadt | 1 : 0    | 4 800       |

### Nemzetközi játékvezetés
Az NDK labdarúgó-szövetségének játékvezető-bizottsága (JB) terjesztette fel nemzetközi játékvezetőnek, a Nemzetközi Labdarúgó-szövetség (FIFA) 1975-től tartotta nyilván bírói keretében. Több nemzetek közötti válogatott és klubmérkőzést vezetett. A német nemzetközi játékvezetők rangsorában, a világbajnokság-Európa-bajnokság sorrendjében többedmagával a 20. helyet foglalja el 4 találkozó szolgálatával. Az aktív nemzetközi játékvezetéstől 1990-ben búcsúzott. Nemzetközi kupamérkőzéseinek száma: 16. Válogatott mérkőzéseinek száma: 14.

#### Világbajnokság
A világbajnoki döntőhöz vezető úton Spanyolországba a XII., az 1982-es labdarúgó-világbajnokságra és Mexikóba a XIII., az 1986-os labdarúgó-világbajnokságra a FIFA JB játékvezetőként alkalmazta.

##### 1982-es labdarúgó-világbajnokság

###### Selejtező mérkőzés
| Időpont           | Helyszín                      | Mérkőzés típusa           | Mérkőzés              | Eredmény | Nézők száma |
| ----------------- | ----------------------------- | ------------------------- | --------------------- | -------- | ----------- |
| 1981. március 25. | Hampden Park Stadion, Glasgow | előselejtező (6. csoport) | Skócia–Észak-Írország | 1 : 1    | 78 444      |

##### 1986-os labdarúgó-világbajnokság

###### Selejtező mérkőzés
| Időpont           | Helyszín               | Mérkőzés típusa           | Mérkőzés          | Eredmény | Nézők száma |
| ----------------- | ---------------------- | ------------------------- | ----------------- | -------- | ----------- |
| 1984. október 17. | Ullevaal Stadion, Oslo | előselejtező (6. csoport) | Norvégia–Írország | 1 : 0    | 12 468      |

#### Európa-bajnokság
Az európai-labdarúgó torna döntőjéhez vezető úton Olaszországba a VI., az 1980-as labdarúgó-Európa-bajnokságra és  Franciaországba a VII., az 1984-es labdarúgó-Európa-bajnokságra az UEFA JB játékvezetőként foglalkoztatta.

##### 1980-as labdarúgó-Európa-bajnokság

###### Selejtező mérkőzés
| Időpont          | Helyszín                | Mérkőzés típusa           | Mérkőzés        | Eredmény | Nézők száma |
| ---------------- | ----------------------- | ------------------------- | --------------- | -------- | ----------- |
| 1980. február 6. | Wembley Stadion, London | előselejtező (1. csoport) | Anglia–Írország | 2 : 0    | 91 043      |

##### 1984-es labdarúgó-Európa-bajnokság

###### Selejtező mérkőzés
| Időpont              | Helyszín                   | Mérkőzés típusa           | Mérkőzés              | Eredmény | Nézők száma |
| -------------------- | -------------------------- | ------------------------- | --------------------- | -------- | ----------- |
| 1982. szeptember 22. | Olimpiai Stadion, Helsinki | előselejtező (2. csoport) | Finnország–Portugália | 0 : 2    | 3 132       |

#### Olimpia
Az 1980. évi nyári olimpiai játékok labdarúgó tornájának mérkőzésein a FIFA JB bírói szolgálattal bízta meg.
| Időpont          | Helyszín                | Mérkőzés típusa        | Mérkőzés            | Eredmény |
| ---------------- | ----------------------- | ---------------------- | ------------------- | -------- |
| 1980. július 21. | Dinamo Stadion, Moszkva | selejtező (B. csoport) | Kuvait–Nigéria      | 3 : 1    |
| 1980. július 27. | Dinamo Stadion, Minszk  | egyik negyeddöntő      | Jugoszlávia–Algéria | 0 : 3    |

##### Nemzetközi kupamérkőzések

###### UEFA-kupa
| Időpont              | Helyszín                          | Mérkőzés típusa             | Mérkőzés                        | Eredmény | Nézők száma |
| -------------------- | --------------------------------- | --------------------------- | ------------------------------- | -------- | ----------- |
| 1978. szeptember 13. | Dan Păltinișanu Stadion, Temesvár | előselejtező (első forduló) | FC Politehnica Timișoara–MTK–VM | 2 – 0    |             |

##### Kupagyőztesek Európa-kupája
| Időpont              | Helyszín                 | Mérkőzés típusa             | Mérkőzés             | Eredmény | Nézők száma |
| -------------------- | ------------------------ | --------------------------- | -------------------- | -------- | ----------- |
| 1979. szeptember 19. | Juventus Stadion, Torino | előselejtező (első forduló) | Juventus FC–Rába ETO | 2 – 0    |             |

## Magyar vonatkozás
| Időpont          | Helyszín                       | Mérkőzés típusa              | Mérkőzés                   | Eredmény | Nézők száma |
| ---------------- | ------------------------------ | ---------------------------- | -------------------------- | -------- | ----------- |
| 1979. április 4. | Śląski Stadion, Chorzów        | felkészülési (537. mérkőzés) | Lengyelország–Magyarország | 1 – 1    | 50 000      |
| 1984. május 23.  | Sóstói Stadion, Székesfehérvár | felkészülési (584. mérkőzés) | Magyarország–Norvégia      | 0 – 0    | 5000        |